# John Mather
John Cromwell Mather (Roanoke, Virginia, 7 de agosto de 1946), es un astrofísico y cosmólogo estadounidense.
Fue galardonado con el Premio Nobel de Física en 2006 junto con George Smoot, por sus trabajos en la NASA en el proyecto del Explorador del Fondo Cósmico (COBE)

## Premios
- Open Scholarship (honorary), Swarthmore, 1964-1968
- William Lowell Putnam Mathematical Competition, 1967, puesto nacional 30.º
- NSF Fellowship and honorary Woodrow Wilson Fellowship 1968-70
- Hertz Foundation Fellowship, 1970-74
- John C. Lindsay Memorial Award (NASA-GSFC), 1990
- Premio Rotary National Space Achievement, 1991
- Trofeo National Air and Space Museum , 1991
- Aviation Week and Space Technology Laurels, 1992, for Space/Missiles
- Finalista de premio de Tecnología Discover Magazine, 1993
- Premio American Institute of Aeronautics and Astronautics Space Science, 1993
- Dannie Heineman Premio en Astrofísica, American Astronomical Society and American Institute of Physics, 1993 (presentado enero de 1994)
- Goddard Fellow, 1994, GSFC
- Doctor Honorario del grado de Ciencias, Swarthmore College, 1994
- John Scott Award, ciudad de Filadelfia, 1995
- Premio Rumford, American Academy of Arts and Sciences, 1996
- Fellow, American Physical Society, 1996
- Hall of Fame, Aviation Week and Space Technology, 1997
- Miembro, National Academy of Sciences, 1997
- Marc Aaronson Memorial Prize, 1998
- Miembro, American Academy of Arts and Sciences, 1998
- Benjamin Franklin Medalla en Física, Franklin Institute, 1994
- Premio George W. Goddard, Society of Photo-Optical Instrumentation Engineers, 2005
- Premio Gruber en Cosmología, con el equipo COBE, Fundación Peter y Patricia Gruber, 2006
- Premio Nobel en Física, 2006